# Sousel (freguesia)

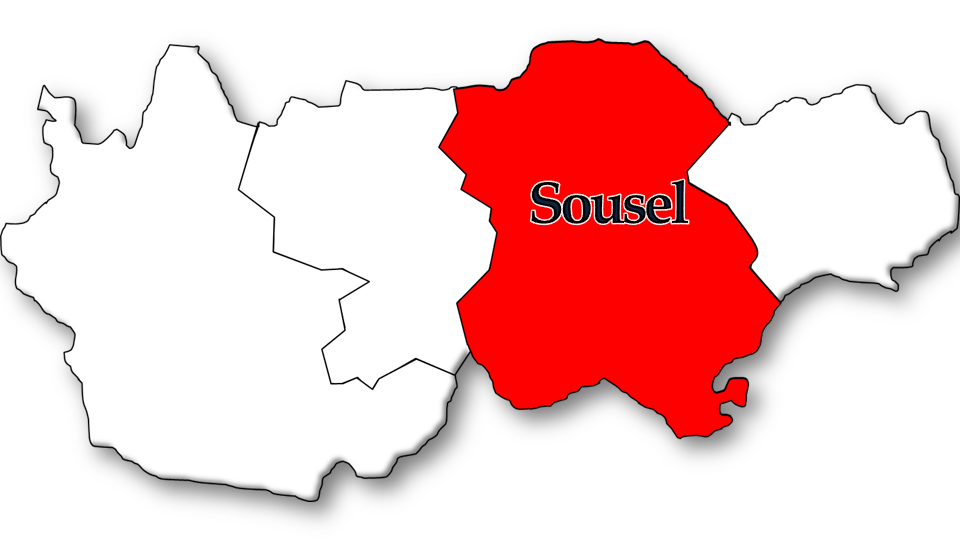
Localização da freguesia no Município de Sousel

A Freguesia de Sousel, com sede na vila que lhe deu o nome, é uma freguesia portuguesa do Município de Sousel com 89,28 km² de área e 1783 habitantes (censo de 2021), tendo, por isso, uma densidade populacional de 20 hab./km².

## Demografia
A população registada nos censos foi:
| Distribuição da População por Grupos Etários | Distribuição da População por Grupos Etários | Distribuição da População por Grupos Etários | Distribuição da População por Grupos Etários | Distribuição da População por Grupos Etários |
| -------------------------------------------- | -------------------------------------------- | -------------------------------------------- | -------------------------------------------- | -------------------------------------------- |
| Ano                                          | 0-14 Anos                                    | 15-24 Anos                                   | 25-64 Anos                                   | > 65 Anos                                    |
| 2001                                         | 297                                          | 257                                          | 1002                                         | 589                                          |
| 2011                                         | 292                                          | 177                                          | 920                                          | 543                                          |
| 2021                                         | 234                                          | 179                                          | 846                                          | 524                                          |

## Património
- Igreja de Nossa Senhora da Orada ou Capela de Nossa Senhora da Orada de Sousel
- Pelourinho de Sousel
- Igreja da Misericórdia
- Museu dos Cristos

## Festas
- Festa do Desporto e da Juventude
- Festas de Nossa Senhora da Orada :Último fim de semana de Agosto
- Marchas Populares
- Feriado Municipal :Segunda feira de Páscoa

## Feiras
- Feira de São Miguel : último fim de semana de Setembro
- Mercado : primeiro Domingo de cada mês